# Walter Marsden

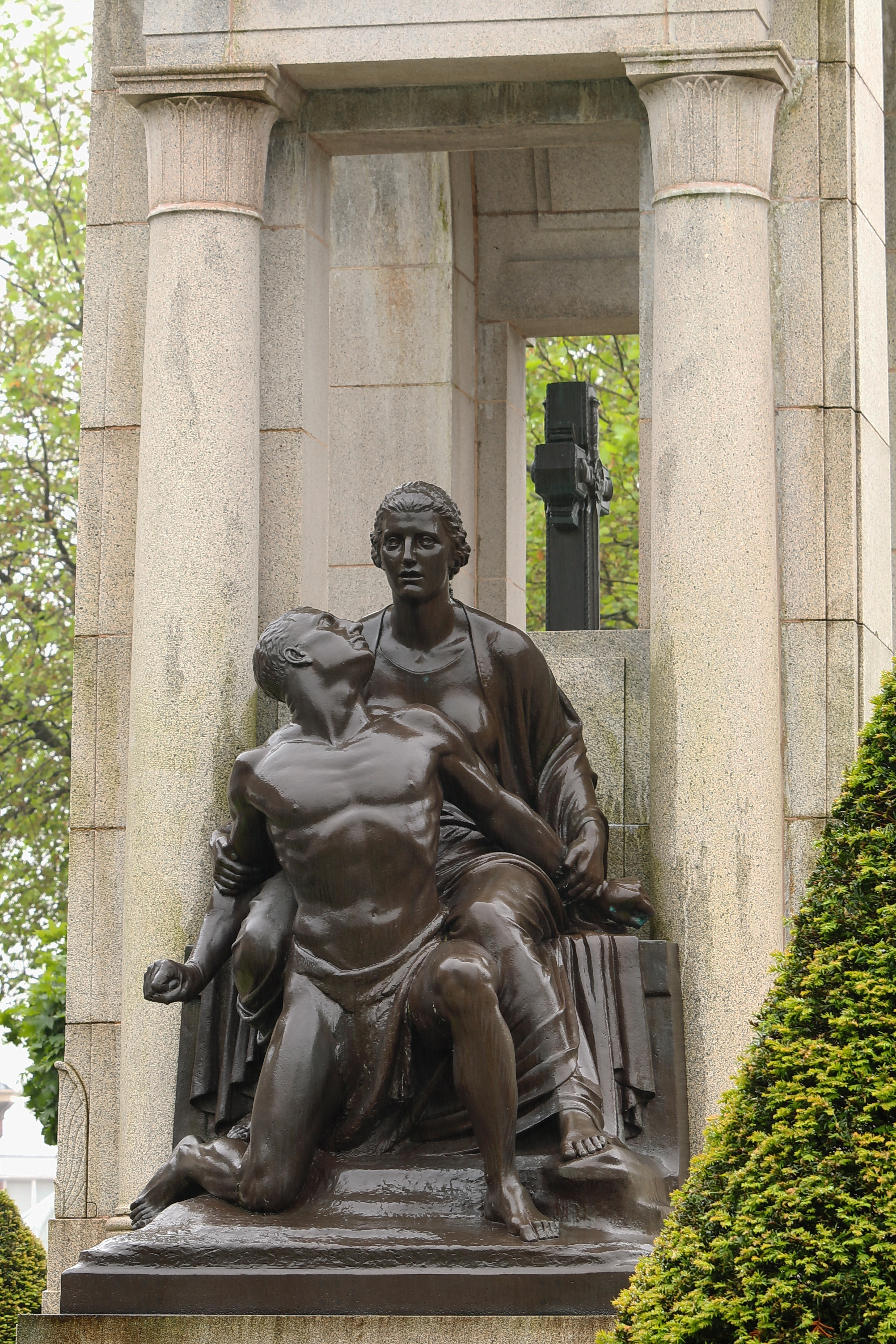
Die Skulptur Peace Restraining War ist Teil des Bolton War Memorial (1928). Die Bronze wurde von Walter Marsden geschaffen. Das Bolton War Memorial ist ein Kriegsdenkmal am Victoria Square in Bolton, Greater Manchester.

Walter Marsden (* 26. September 1882 in Church, Lancashire, England; † im August 1969 in London, England) war ein englischer Bildhauer.

## Leben
Walter Marsden war der Sohn eines Schmieds aus Church bei Accrington und begann im Jahr 1901 eine Lehre bei der Accrington Brick and Tile Company. Dort wurde sein Talent entdeckt, was ihm den Besuch der örtlichen technischen Schule ermöglichte. Ab etwa 1908 studierte er am Manchester Municipal College of Art und bezeichnete sich ab 1911 als Tonmodellierer. Im Ersten Weltkrieg diente er als Leutnant im Loyal North Lancashire Regiment, erhielt 1917 das Military Cross sowie die Bar und wurde später bei Cambrai verwundet und geriet in Kriegsgefangenschaft. Nach dem Krieg studierte er von 1919 bis 1920 am Royal College of Art bei Édouard Lantéri. In den 1930er Jahren war er aktives Mitglied im Art Workers’ Guild, saß im Vorstand der Royal Society of British Sculptors und wurde 1938 deren Fellow. Während des Zweiten Weltkriegs diente er in der Home Guard und in der Camouflage Unit des britischen Innenministeriums. Von 1944 bis 1952 unterrichtete er Modellieren an der Saint Martin’s School of Art. Außerdem war er nach dem Luftangriff an der Restaurierung von Coventry Cathedral beteiligt. Für seine Verdienste um die Bildhauerei erhielt er später eine lebenslange Zivilrente von Königin Elisabeth II.

## Werk
Nach dem Krieg spezialisierte sich Walter Marsden auf Kriegerdenkmäler, von denen die meisten in Lancashire errichtet wurden. Zu seinen bedeutendsten Arbeiten zählen das Church War Memorial in seiner Heimatstadt (1923), das St-Annes-on-the-Sea-War-Memorial (1924), das Heywood-War-Memorial (1925) und das Bolton-War-Memorial (1928). Sie alle sind mit plastischen Reliefs und Figuren verziert, die Soldaten, Frieden und Trauer thematisieren. Weitere Denkmäler befinden sich in Bude, Cornwall, und in Tottington. Daneben schuf er dekorative Entwürfe, darunter Türbeschläge und Elemente für den Concert Room (1910/11), sowie die Bronzefigur La Victime, die 1920 und 1938 ausgestellt wurde. Sein Stil verbindet naturalistische Darstellung – vor allem im Kontext öffentlicher Skulptur – mit einer emotional bewegten, figurativen Bildhauerei und zeichnet sich durch ausgeprägte Detailtreue aus.